# مردی با چندین سایه
مردی با چندین سایه (به تامیلی: Anegan) و (به انگلیسی: Man with several shadows) فیلمی هندی محصول سال ۲۰۱۵ و به کارگردانی کی. وی. آناند است. در این فیلم بازیگرانی همچون دنوش، کارتیک، آمیرا دستور، آیشواریا دوان، اشیش ویدیارتی، ماکش تیواری و لنا ایفای نقش کرده‌اند.